# Scandale des fromages recyclés en 2008
Le scandale des fromages recyclés en 2008 est une affaire révélée au public en 2008, où une quarantaine de grandes entreprises laitières européennes (italiennes, britanniques, allemandes et autrichiennes) auraient tiré profit de onze mille tonnes de fromage avarié en les revendant via quatre sociétés (une basée en Allemagne et trois en Italie, dont Tradel) à un homme d'affaires qui les reconditionnait en mozzarella, gorgonzola et autres fromages fondus. Galbani, principal exportateur italien de fromage, revendait des fromages avariés et rachetait par la suite la pâte reconditionnée à partir de ces mêmes fromages.
Selon La Repubblica, la vente de ces produits aurait rapporté des centaines de millions d'euros.
L'enquête qui a duré deux ans a mené à l'arrestation de trois personnes tandis qu'une dizaine d'autres sont entendues par la justice.
Lactalis a reconnu avoir vendu des fromages périmés à Tradel, entreprise intermédiaire, mais nie lui en avoir racheté afin de les revendre.